# Paris la blanche
Pour plus de détails, voir Fiche technique et Distribution.
Paris la blanche est un film français coécrit et réalisé par Lidia Leber Terki d'après une idée originale de Colo O'Hagan Tavernier, sorti en 2017.

## Synopsis
Rekia, 70 ans, mère de famille kabyle dont le mari, Nour, est parti depuis quarante-huit ans travailler en France, décide de quitter l'Algérie pour la première fois, direction Paris, afin de le ramener enfin au village.

## Fiche technique
- Titre : Paris la blanche
- Réalisation : Lidia Leber Terki
- Scénario : Lidia Leber Terki et Colo O'Hagan Tavernier
- Photographie : Malik Brahimi
- Montage : Véronique Rosa
- Musique : Chloé Thévenin
- Costumes : Élisa Ingrassia
- Production : Jan Vasak, Alexandre Charlet et Virginie Sauveur
- Société de production : Day For Night Productions
- Distribution : ARP Sélection
- Pays d'origine :  France
- Langues : français, arabe
- Format : couleur
- Durée : 86 minutes
- Sortie :
  -  France : 29 mars 2017

## Distribution
- Tassadit Mandi : Rekia
- Zahir Bouzerar : Nour, le mari de Rekia
- Karole Rocher : Tara
- Sébastien Houbani : Steve, un réfugié
- Kamel Kadri :
- Dan Herzberg : Rico
- Marie Denarnaud : Damia, la sœur de Tara
- Fayçal Safi :
- Merouan Talbi : Samir

## Distinctions
- Prix du meilleur film France Bleu 2017
- Festival Premiers Plans d'Angers 2017 : prix Jean-Claude Brialy des longs métrages français[1]
- Festival international du film de Saint-Jean-de-Luz 2016 : Prix de la meilleure actrice pour Tassadit Mandi
- Prix Alice Guy 2018[2]